# Giovanni Gonnelli

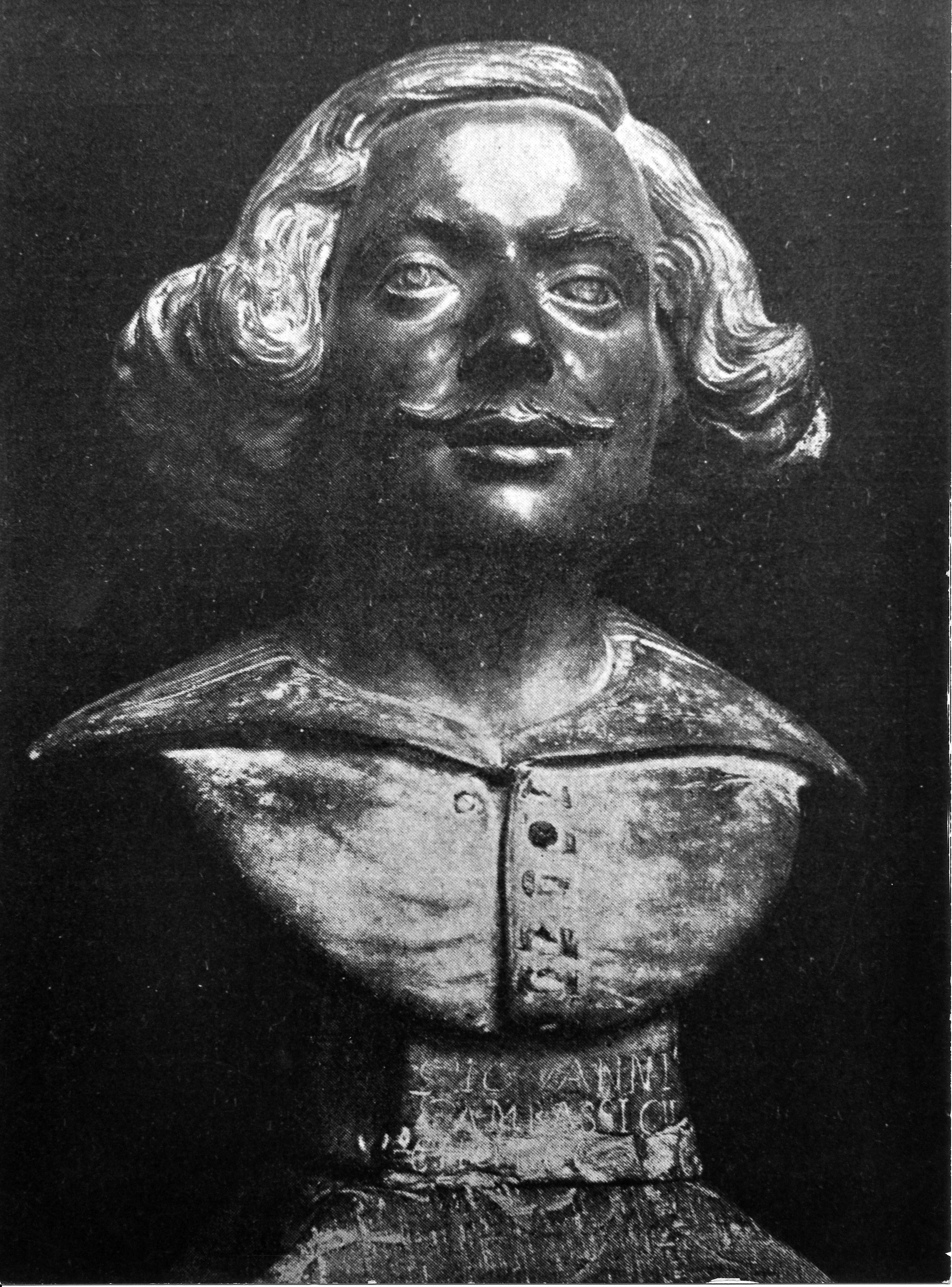
Autoritratto

Giovanni Gonnelli (Gambassi, 4 aprile 1603 – Roma, 1664) è stato uno scultore italiano, noto come il Cieco di Gambassi.

## Vita e opere
Giovanni Gonnelli nacque a Gambassi il 4 aprile 1603, figlio di Dionigi, di professione bicchieraio, e di Maria Maddalena Lotti. Giovanissimo, su sollecito del padre che sembra avesse intuito le potenzialità artistiche del figlio, si trasferì a Firenze dove iniziò a lavorare nella bottega dello scultore Chiarissimo Fancelli e in seguito in quella del più celebre Pietro Tacca.

### Alla corte dei Gonzaga
Fu, in un primo tempo, non ancora cieco, chiamato a Mantova dai Gonzaga che lo nominarono scultore di corte. Proprio in questo periodo s'ammalò e divenne completamente cieco, probabilmente durante l'assedio di Mantova del 1630. Nella Vita dello scultore, scritta da Filippo Baldinucci, si cerca di spiegare l'improvviso incidente, apparentemente senza spiegazione, con i «patimenti dell'assedio» o «a cagione dell'umidità» del clima di Mantova.

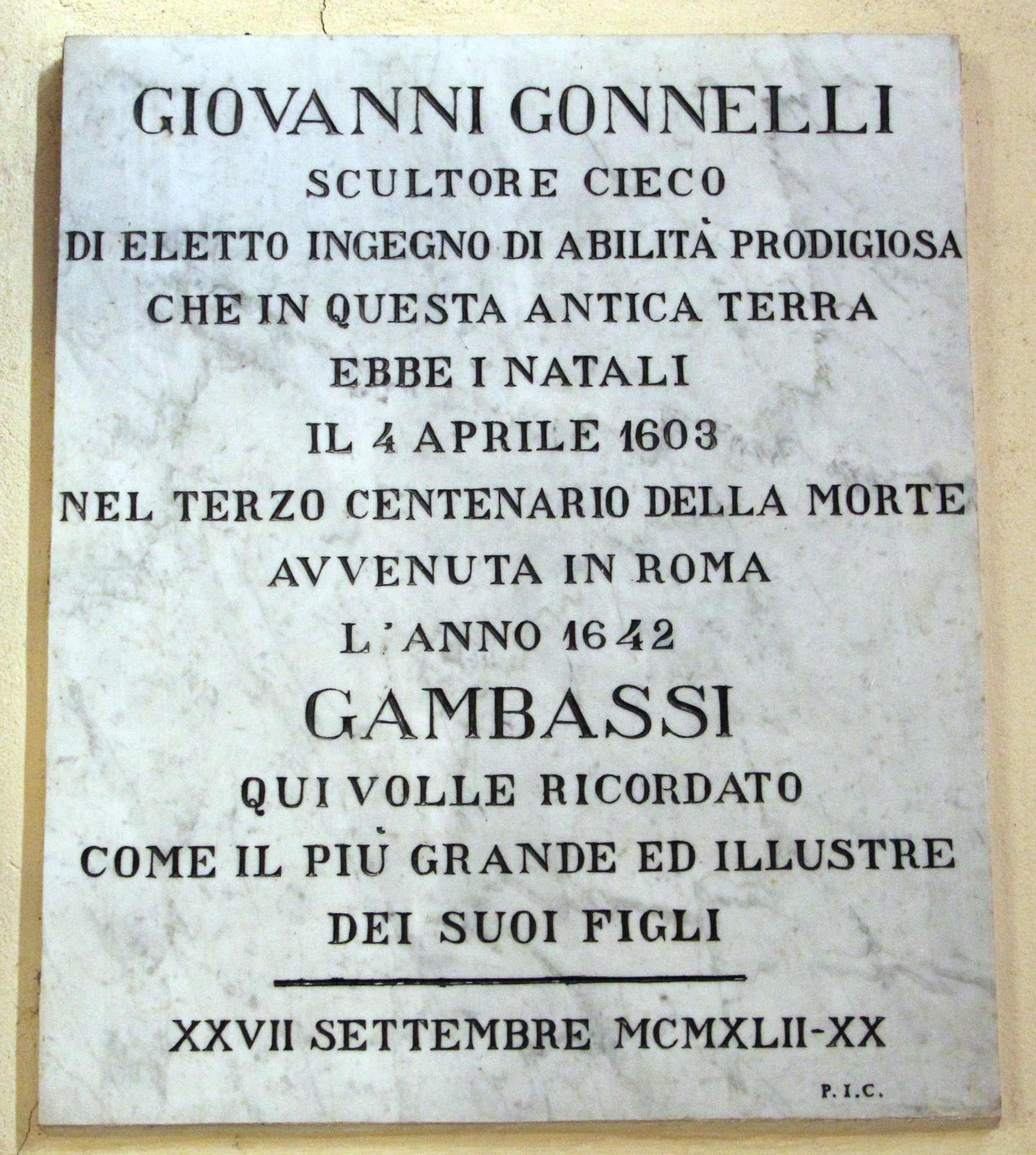
Lapide in onore dello scultore

### Alla corte dei Medici
Tornò a Gambassi, forse perché non ritenuto in grado di mantenere la propria carica. Ma la manualità che aveva appreso come scultore, con un metodo da lui inventato, usando della cera per fare le fattezze del personaggio che doveva rappresentare, poté continuare a lavorare. Gran parte della sua produzione artistica è costituita da figure in terracotta, modellate abilmente con l'uso delle mani. Con questo metodo fu chiamato a lavorare a Firenze dove fu molto apprezzato sia come scultore che come personaggio con delle facoltà particolari.
A Firenze si conservava già un busto di Cosimo II de' Medici, fatto, quando era ancora vedente, al tempo del suo alunnato presso il Tacca, e restaurato dallo stesso scultore in tempo di cecità. Fu chiamato dal granduca Ferdinando II de' Medici per fare un suo busto in terracotta, e un altro gli fu commissionato dal nobile Lorenzo Usimbardi. Fu talmente apprezzato che Ottavio Rinuccini, poeta e librettista della Camerata de' Bardi scrisse ben due odi per la nascita di una figlia dello scultore.

### Alla corte del papa

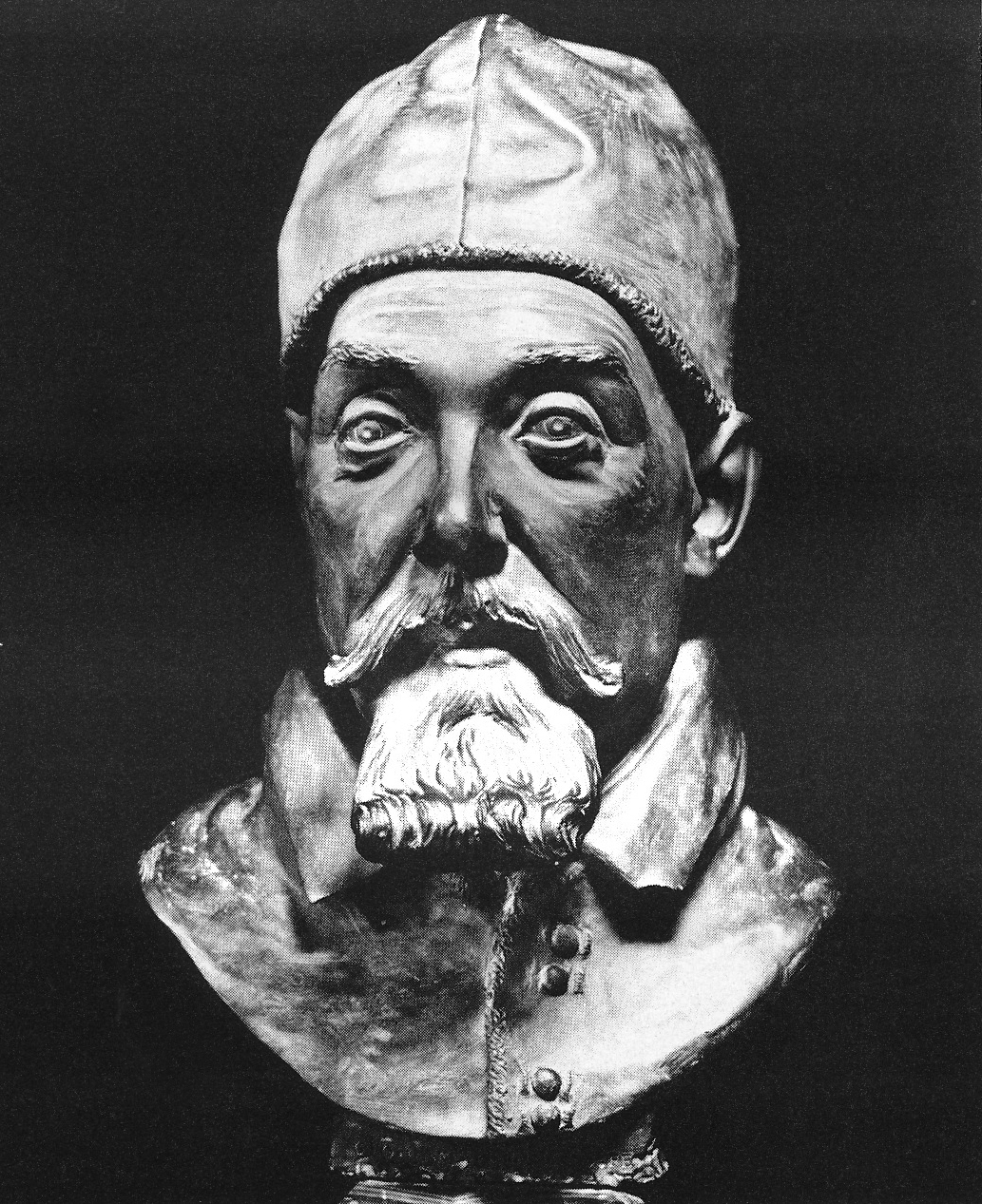
Busto di Urbano VIII (1637)

Forse per questo motivo papa Urbano VIII della famiglia Barberini lo volle a Roma, nel 1637, dove il Gonnelli plasmò un busto del papa, che si trova nei Musei Vaticani. Oltre il busto del papa, «fra le altre persone di conto, ch'egli ritrasse in Roma fu Gio. Francesco di Giustiniano [...] e il Cardinale Pallotta».
Nel Museo del Prado a Madrid, un dipinto di Jusepe de Ribera è intitolato al Cieco da Gambassi (Il Tatto), e anche il pittore Livio Mehus, durante il suo soggiorno a Firenze fece un suo ritratto, oggi conservato in una collezione privata.
Purtroppo la maggior parte delle opere del Cieco da Gambassi, come usava firmarsi nelle sue sculture, sono divise in varie collezioni e oggi irreperibili o disperse.
Vista la fattura delle sue opere, che potevano competere con quelle di altri scultori "vedenti", erano stati sollevati dei dubbi sulla sua cecità e Gonnelli quindi fu sottoposto a delle prove. A Roma un alto prelato lo sfidò a comporre una terracotta in una stanza completamente buia. Il Gonnelli passò la prova dimostrando la sua buona fede e la straordinarietà delle sue capacità.
Un'altra prova fu quella di cui ci narra sempre il Baldinucci, è riferita al Cardinal Pallotta che lo vide comporre un busto della sua innamorata e in seguito moglie (si sposarono a Gambassi il 16 gennaio 1641) Elisabetta Sesti. Lo scultore, pur senza la modella rimasta a Gambassi, fece un ritratto "a memoria". Stupito il Cardinale compose questo motto:

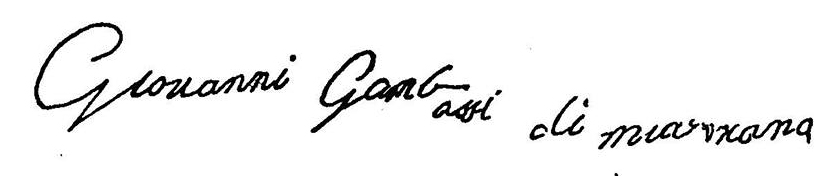
Firma autografa sulla richiesta di cittadinanza volterrana (1637)

Il 28 marzo 1637 chiese la cittadinanza volterrana, che gli fu concessa il successivo 22 aprile.
Morì a Roma, dove ormai viveva stabilmente, non nel 1642, come vuole la tradizione, ma nel 1656, oppure nel 1664, date che ancora non trovano riscontro documentario.
La testimonianza più importante sullo scultore è la Vita scritta da Filippo Baldinucci in Notizie de' professori del disegno da Cimabue in qua, pubblicata nel 1681, opera comunque non priva di inesattezze.

## Opere artistiche

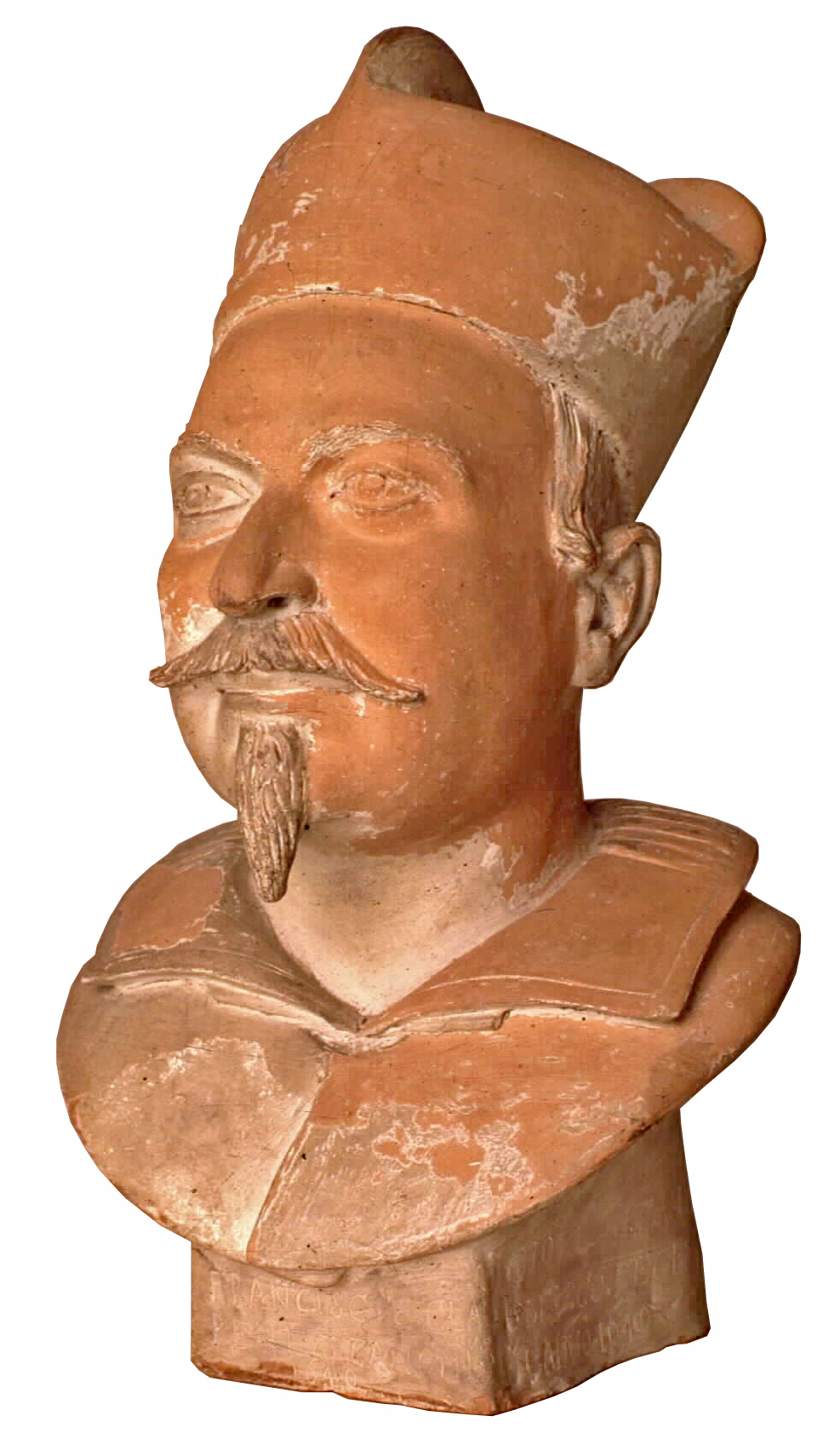
Busto del canonico Francesco Chiarenti (1640)

### Opere certe e attribuite
- Ritratti:

1. Autoritratto, collezione privata, Sesto Fiorentino (fino al 1942, oggi disperso), terracotta firmata «GIOVANNI GAMBASSI CIECHO FECE», foto
2. Busto di Urbano VIII, Pinacoteca di Palazzo Barberini, Roma, terracotta (1637) firmata «GIO. GAMBASSI CIECO FE[CE]», foto
3. Busto di Urbano VIII, Biblioteca Vallicelliana, Roma (oggi disperso), terracotta (1637) firmata «IOANNES GAMBASSIUS CIVIS VOLATERRANUS CAECUS FECIT»[10]
4. Busto di Innocenzo X, Biblioteca Vallicelliana, Roma, terracotta firmata «IOANNES GAMBASSI CIVIS VOLATERRANUS CECUS FECIT»[11], forse foto
5. Busto del granduca Cosimo II, Pinacoteca e Museo civico, Volterra, terracotta attribuita[12], foto
6. Busto del granduca Cosimo II, Christie's, Londra (2013), terracotta attribuita[13], foto 1, foto 2
7. Busto del canonico Francesco Chiarenti, Museo del vetro, Gambassi Terme, terracotta firmata e datata «GIOVANNI GAMBASSI CIECO FECE L'ANNO 1640» e sul fronte «FRANCISCUS CLARENTUS CANONICUS 1640», foto
8. Busto maschile, Galleria Cesati, Milano (2010), terracotta firmata e datata «IOANNES GAMBASSIUS CIVIS VOLATERRANUS CAECUS FECIT 1646», foto

- Opere sacre:

1. Santo Stefano, chiesa di Santo Stefano al Ponte, Firenze[14], statua policroma in stucco su supporto ligneo andata quasi distrutta nell'attentato del 1993, detto la strage di via dei Georgofili, che ha coinvolto anche la chiesa, foto
2. Deposizione, chiesa di San Piero a Monticelli, Firenze, terracotta attribuita, foto
3. Madonna col Bambino, San Giovanni e San Bartolomeo, chiesa di San Bartolomeo a Casanova, Terricciola, terrecotte attribuite
4. San Bernardino, San Francesco e San Rocco, chiesa della Santissima Annunziata, Capannoli, terrecotte attribuite, foto
5. Statua nella chiesa di San Francesco, Colle di Val d'Elsa, terracotta attribuita
6. San Girolamo e San Francesco, chiesa di San Girolamo, Volterra, terrecotte attribuite,  foto
7. Gruppo dell'Addolorata, cappella presso la Cappuccina, San Gimignano, terracotta attribuita, foto
8. Busto di santo, Victoria & Albert Museum, Londra, terracotta attribuita, foto
9. Busto di santo, Victoria & Albert Museum, Londra, terracotta attribuita, foto

### Opere citate nelle fonti
- Aureli 1637:

1. Ritratto del granduca Cosimo I
2. Autoritratto, cfr. forse Ritratti, n. 1
3. Ritratto di Urbano VIII (Roma), cfr. Ritratti, n. 2 o 3
4. Ritratto di Francesco Gualdi (Roma, 1636)

- Servio 1642:

1. Ritratto del granduca Cosimo II, cfr. Ritratti, n. 5 o 6
2. Ritratto di Urbano VIII (Roma), cfr. Ritratti, n. 2 o 3
3. Ritratto del cavalier Gualdi (Roma)

- Inventario Attavanti 1656[15]:

1. «due teste di terra, fattura del Cieco da Gambassi» (Castelfiorentino)
2. «Ritratto del Serenissimo Granduca di Toscana, Ferdinando, di terra, opera del Cieco di Gambassi» (Castelfiorentino)

- Baldinucci 1681:

1. due Busti di Cosimo II (Gambassi), cfr. Ritratti, nn. 5 e 6
2. Bacco (Gambassi)
3. Cavaliere volterrano «in atto di caccia» (Gambassi)
4. Busto di Sant'Antonio da Padova (Gambassi), cfr. Opere sacre, forse il n. 9 o 10
5. Ritratto del granduca Ferdinando II (Firenze)
6. Ritratto di Lorenzo Usimbardi (Firenze)
7. Santo Stefano (Firenze), cfr. Opere sacre, n. 1
8. Cristo morto (Firenze)
9. Ritratto di Urbano VIII (Roma), cfr. Ritratti, n. 2 o 3
10. Ritratto di Giovan Francesco di Giustiniano (Roma)
11. Ritratto del cardinale Pallotta (Roma)
12. Ritratto di Elisabetta Sesti, futura moglie (Roma)

- Targioni Tozzetti 1745:

1. Ritratto del granduca Cosimo II (Castelfiorentino), cfr. Ritratti, n. 5 o 6
2. Ritratto «d'una Donna da esso Scultore amata» (Castelfiorentino)
3. Ritratto di Urbano VIII (Roma, 1636), cfr. Ritratti, n. 2
4. Ritratto del duca di Bracciano (Roma)

- Federici[16]

1. Ritratto di Francesco Gualdi (Roma, 1636)
2. Ritratto di Nicolas-Claude Fabri de Peiresc (Roma, 1637)